# La Tremblade
La Tremblade is een gemeente in het Franse departement Charente-Maritime (regio Nouvelle-Aquitaine). De plaats maakt deel uit van het arrondissement Rochefort. La Tremblade telde op 1 januari 2022 4.543 inwoners.

## Geografie
De oppervlakte van La Tremblade bedroeg op 1 januari 2022 69,13 vierkante kilometer; de bevolkingsdichtheid was toen 65,7 inwoners per km².
De onderstaande kaart toont de ligging van La Tremblade met de belangrijkste infrastructuur en aangrenzende gemeenten.

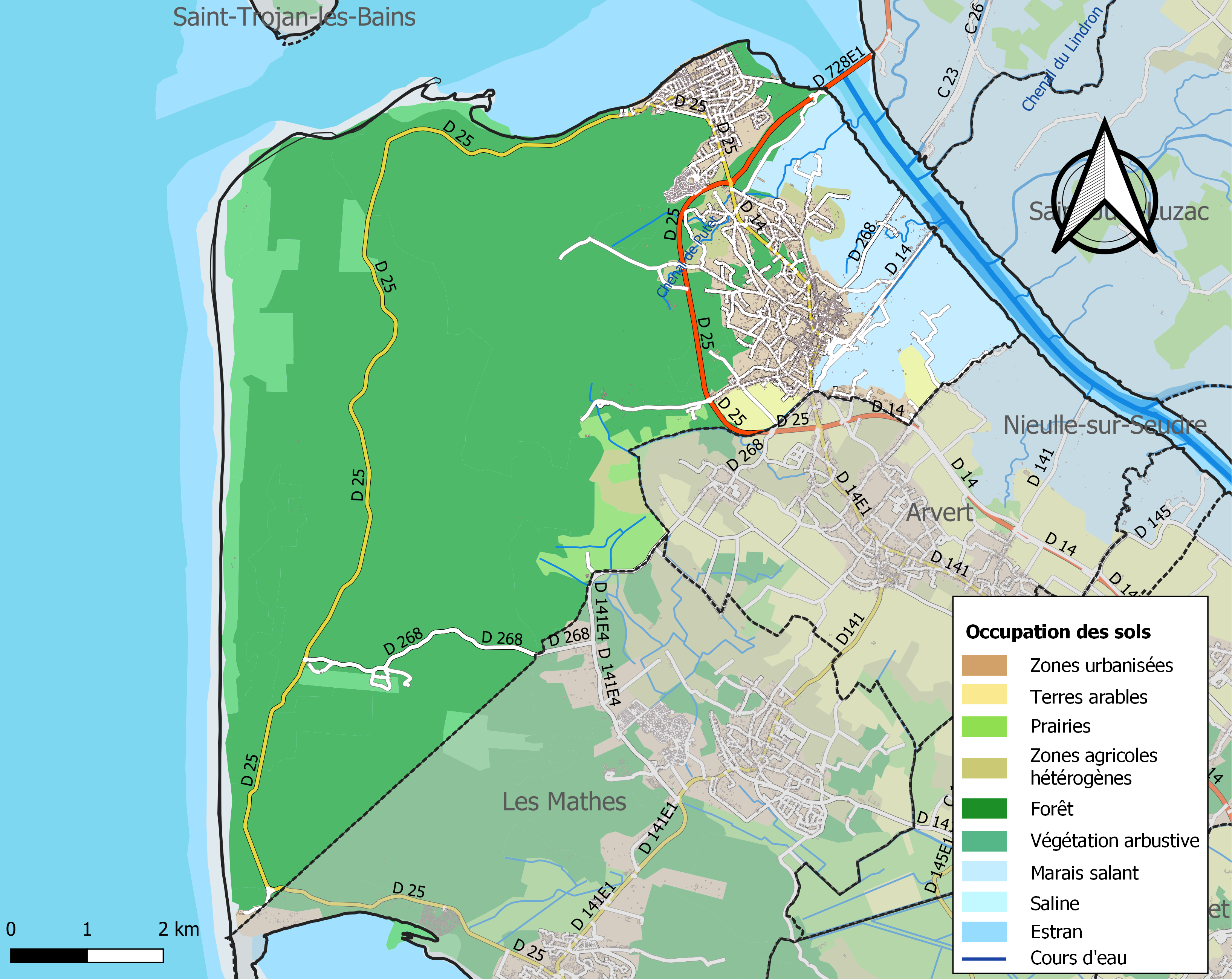

## Demografie
Onderstaande figuur toont het verloop van het inwonertal (bron: INSEE-tellingen).